# 13751 Joelparker
13751 Joelparker è un asteroide della fascia principale. Scoperto nel 1998, presenta un'orbita caratterizzata da un semiasse maggiore pari a 2,2512033 UA e da un'eccentricità di 0,0746481, inclinata di 6,54944° rispetto all'eclittica.